# Christian Näthe

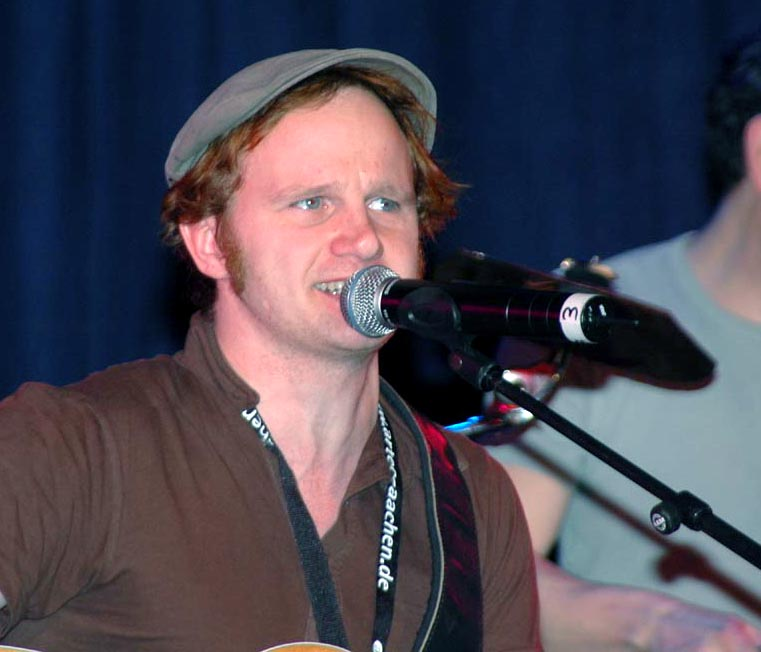
Christian Näthe (2009)

Christian Näthe (* 1976 in Potsdam) ist ein deutscher Schauspieler sowie Gitarrist und Sänger der Band Hasenscheisse.

## Leben und Karriere
Christian Näthe wuchs in Potsdam auf. Im Alter von 13 Jahren wurde er von Karola Hattop für die Rolle des jungen Rainer im DEFA-Kinderfilm Feriengewitter gecastet. Zeitgleich nahm er für die DDR-Verkehrserziehungssendung Verkehrskompaß seine erste Synchronarbeit auf.
In dem von Rainer Kaufmann inszenierten ZDF-Fernsehfilm Unschuldsengel war er im November 1994 in der Hauptrolle des 16-jährigen Hamburger Christoph Hansen zu sehen. Es folgte die Rolle des Harald in der ZDF-Kinderserie Geheim – oder was?!, sowie DJ Andi Berkahn in der Serie Mensch, Pia!. Eine weitere wiederkehrende Serienrolle hatte er in insgesamt zwölf Folgen der ARD-Serie Gegen den Wind. Im Juli 1997 war Näthe im Dresden-Tatort als Lothar Wagner zu sehen und in Polizeiruf 110: Der Pferdemörder spielte er an der Seite von Eduard Burza als dessen Bruder. In Bitterer Verdacht der Krimireihe Bella Block übernahm er als Student Benedikt Bartels eine der Episodenhauptrollen. 2004 folgte die Figur des Pianist, Komponist und Klavierbauer Andreas Streicher in dem Fernsehfilm Schiller.
In dem Kinofilm Der Baader Meinhof Komplex übernahm er die Rolle des Jochen und in dem Spionage-Drama Deckname Luna spielte er an der Seite von Anna Maria Mühe und Götz George. In der Reihe Bloch übernahm Näthe in Heißkalte Seele die Rolle des Benno Pflüger und in Berengar Pfahls ARD-Zweiteiler Die Männer der Emden die des Matrosen Kolkmann. In der erfolgreichen Kinokomödie Fack ju Göhte war er in einer Nebenrolle als Biologielehrer zu sehen. 2015 folgte eine Rolle in Vier kriegen ein Kind und 2018 in Echte Bauern singen besser. Im gleichen Jahr folgte die Rolle des Hauptmann Heym in dem Kinothriller Ballon.
Näthe spielte auch in diversen Fernsehserien mit, wie Notruf Hafenkante, Ein starkes Team, Letzte Spur Berlin oder SOKO Potsdam.

## Musiklaufbahn
Gemeinsam mit seinem Freund Matthias Mengert gründete Näthe Mitte der 1990er-Jahre die Band Hasenscheisse, wo er als „Chrischi“ Gitarrist und Sänger ist. Sein Lied Kleines Sauberes Städtchen, das er für seine Geburtsstadt schrieb, bekam im November 2019 viel Zuspruch.

## Filmografie (Auswahl)
- 1989: Feriengewitter
- 1994: Geheim – oder was?! (Fernsehserie)
- 1995: Gegen den Wind
- 1996: Mensch, Pia!
- 1996: Der Fahnder – Kinderspiel
- 1996: Polizeiruf 110 – Der Pferdemörder
- 1999: Wut im Bauch (Fernsehfilm)
- 1997: Polizeiruf 110 – Der Sohn der Kommissarin
- 1997: Tatort – Der Tod spielt mit
- 1997: Die Nacht der Nächte – School’s out
- 2000: Schule
- 2000: Flashback – Mörderische Ferien
- 2001: Verliebte Jungs (Fernsehfilm)
- 2001: Bella Block: Bitterer Verdacht
- 2002: Wer liebt, hat Recht
- 2003: Soloalbum
- 2004: Schiller
- 2005: Die Bluthochzeit
- 2006: Stolberg
- 2006: Kopfsache
- 2007: Pornorama
- 2008: Notruf Hafenkante (Fernsehserie, Folge Keine Heimat)
- 2008: Finnischer Tango
- 2008: Der Baader Meinhof Komplex
- 2009: Die Rebellin
- 2009: Die Unbedingten
- 2009: Wir sind die Nacht
- 2010: Wolf unter Schafen
- 2011: Der Preis
- 2012: Deckname Luna
- 2012: Der Klassenfeind (Kurzfilm)
- 2012: Bloch: Heißkalte Seele
- 2013: Notruf Hafenkante (Fernsehserie, Folge Das Geheimnis der Braut)
- 2013: Die Männer der Emden
- 2013: Fack ju Göhte
- 2013: Der Bergdoktor Staffel 7 Folge 2 Zwei Väter
- 2015: Ein starkes Team: Stirb einsam! (Fernsehfilm)
- 2015: Vier kriegen ein Kind
- 2015: Bettys Diagnose (Folge 1.5)
- 2015: Heiraten ist nichts für Feiglinge
- 2017: Der gleiche Himmel
- 2017: Friesland: Krabbenkrieg
- 2018: Echte Bauern singen besser
- 2018: Ballon
- 2019: Wilsberg: Ins Gesicht geschrieben
- 2019: SOKO Potsdam (Fernsehserie, Folge Ein bedrohtes Paradies)
- 2021: Die unheimliche Leichtigkeit der Revolution
- 2021: Jenseits der Spree (Fernsehserie, Folge Tunnelblick)
- 2023: Mit Herz und Holly: Diagnose Neustart
- 2023: Mit Herz und Holly: Muttergefühle
- 2024: Mit Herz und Holly: Lichtblicke
- 2025: Mit der Faust in die Welt schlagen